# Phrontis pagoda
Phrontis pagoda is een slakkensoort uit de familie van de Nassariidae. De wetenschappelijke naam van de soort werd in 1844 voor het eerst geldig gepubliceerd door Reeve.